# هجمه اطلاعات نادرست
هجمه اطلاعات نادرست،انتشار عمدی اطلاعات نادرست، با هدف نهایی گمراه کردن، گیج کردن، یا دستکاری احساسات مخاطبان است. حملات اطلاعات نادرست ممکن است توسط بازیگران دولتی یا غیردولتی برای اثرگذاری برافراد داخلی یا خارجی انجام شود. این حملات معمولاً برای تغییر نگرش‌ها و باورها، هدایت یک برنامه خاص، یا برانگیختن اقدامات خاصی از سوی مخاطب هدف به کار می‌روند.
هجمه اطلاعات نادرست را می‌توان به وسیله رسانه‌های سنتی مانند کانال‌های تلویزیونی و رادیوهای دولتی انجام داد. با این حال، هجمه اطلاعات نادرست با ظهور رسانه‌های اجتماعی به‌طور فزاینده ای گسترده و قوی شده‌اند. ابزارهای دیجیتالی مانند ربات‌ها، الگوریتم‌ها و فناوری هوش مصنوعی برای گسترش و تقویت اطلاعات نادرست در جامعه هدف خرد پلتفرم‌های آنلاین مانند اینستاگرام، توییتر، فیس‌بوک و یوتیوب استفاده می‌شوند. به دلیل ماهیت آنها، هجمه اطلاعات نادرست به‌طور رسمی به عنوان یک تهدید واقعی سایبری طبقه‌بندی شده‌است.
هجمه اطلاعات نادرست می‌تواند تهدیدی برای دموکراسی درفضاهای آنلاین، یکپارچگی فرآیندهای انتخاباتی و به طورکلی امنیت ملی باشد.
اقدامات دفاعی شامل الگوریتم‌ها است که می‌تواند اطلاعات نادرست را در پلتفرم‌ها بررسی واقعیت و سیستمهای تنظیم الگوریتمی و همکاری بین شرکتهای خصوصی رسانه‌های اجتماعی و دولت‌ها در ایجاد راه‌حل‌ها و به اشتراک‌گذاری اطلاعات کلیدی را نشان دهد. برنامه‌های آموزشی نیز درحال توسعه هستند تا به مردم آموزش دهند که چگونه بین حقایق و اطلاعات نادرست آنلاین بهتر تشخیص دهند.

## روش‌های هجمه اطلاعات نادرست

### رسانه‌های سنتی
از کانال‌های رسانه‌های سنتی می‌توان برای انتشار اطلاعات نادرست استفاده کرد.

### رسانه‌های اجتماعی
عاملان دردرجه اول از کانال‌های رسانه‌های اجتماعی به عنوان رسانه ای برای انتشار اطلاعات نادرست استفاده می‌کنند. آنها از ابزارهای مختلفی برای انجام هجمه اطلاعات نادرست، مانند ربات‌ها، الگوریتم‌ها، فناوری‌های جعلی عمیق و اصول روان‌شناختی استفاده می‌کنند.
- ربات‌ها سازه‌های خودکاری هستند که می‌توانند محتوا را در پلتفرم‌های اجتماعی آنلاین تولید و پخش کنند. بسیاری از ربات‌ها می‌توانند در تعاملات اساسی با سایر ربات‌ها و انسان‌ها شرکت کنند. در کمپین‌های هجمه اطلاعات نادرست، از آنها برای انتشار سریع اطلاعات نادرست و نفوذ به شبکه‌های اجتماعی دیجیتال استفاده می‌شود. ربات‌ها می‌توانند این توهم را ایجاد کنند که یک قطعه اطلاعات از منابع مختلف دریافت می‌شود. در انجام این کار، کمپین‌های هجمه اطلاعات نادرست، محتوای خود را از طریق قرار گرفتن در معرض مکرر و متنوع، باورپذیر می‌کنند.[۹] با پر کردن کانال‌های رسانه‌های اجتماعی با محتوای مکرر، ربات‌ها همچنین می‌توانند الگوریتم‌ها را تغییر دهند و توجه آنلاین را به محتوای اطلاعات نادرست معطوف کنند.[۳]
- الگوریتم‌ها برای تقویت گسترش اطلاعات نادرست استفاده می‌شوند. الگوریتم‌ها اطلاعات را برای کاربران فیلتر و تنظیم می‌کنند و محتوای مصرفی آنها را اصلاح می‌کنند.[۱۰] یک مطالعه نشان داد که الگوریتم‌ها می‌توانند کانال‌های رادیکال‌سازی باشند زیرا محتوا را بر اساس سطوح تعامل کاربر ارائه می‌دهند. کاربران بیشتر به سمت محتوای رادیکال، تکان دهنده و تله کلیک کشیده می‌شوند.[۱۱] در نتیجه، پست‌های افراطی و جالب توجه می‌توانند سطوح بالایی از تعامل را از طریق الگوریتم‌ها به دست آورند. کمپین‌های اطلاعات نادرست ممکن است از الگوریتم‌ها برای تقویت محتوای افراطی خود و کاشت افراط گرایی آنلاین استفاده کنند.[۱۲]
- اطلاعات جعلی عمیق محتوای دیجیتالی است که دستکاری شده‌است. می‌توان از فناوری جعلی عمیق برای بدنام کردن، باج خواهی و جعل هویت استفاده کرد. به دلیل هزینه کم و کارایی، می توان از اطلاعات جعلی عمیق برای انتشار سریعتر اطلاعات نادرست و با جمعیت زیاد مخاطبان استفاده کرد. کمپین‌های هجمه اطلاعات نادرست ممکن است از فناوری جعلی عمیق برای تولید اطلاعات نادرست در مورد افراد، ایالت‌ها یا روایت‌ها استفاده کنند. فناوری جعلی عمیق را می‌توان برای گمراه کردن مخاطبان و انتشار مطالب نادرست به سلاح تبدیل کرد.[۱۳]
- روان‌شناسی انسان نیز برای قوی تر و ویروسی کردن حملات اطلاعات نادرست به کار می‌رود. پدیده‌های روان‌شناختی، مانند کلیشه‌سازی، سوگیری تأیید، توجه انتخابی، و اتاق‌های پژواک، به ویروسی شدن و موفقیت اطلاعات نادرست در سیستم عامل‌های دیجیتال کمک می‌کنند.[۹][۱۴] حملات اطلاعات نادرست اغلب نوعی جنگ روانی در نظر گرفته می‌شوند زیرا از تکنیک‌های روان‌شناختی برای دستکاری نگرش افراد استفاده می‌کنند.[۱۵]

## مثال‌ها

### هجمه اطلاعات نادرست رای‌دهندگان داخلی
هجمه اطلاعات نادرست رأی دهندگان داخلی اغلب توسط خودکامگان با هدف سرپوش گذاشتن بر تقلب انتخاباتی انجام می‌شود. اطلاعات نادرست رأی دهندگان شامل اظهارات عمومی است که ادعا می‌کند فرآیندهای انتخاباتی محلی مشروع است و اظهاراتی که ناظران انتخاباتی را بی‌اعتبار می‌کند. همچنین ممکن است شرکت‌های عملیات روانی برای اجرای کمپین‌های اطلاعات نادرست، از جمله تبلیغات رسانه‌ای و لابی‌گری در پشت صحنه، استخدام شوند. برای مثال، بازیگران دولتی برای انتخاب مجدد الهام علی اف در انتخابات ریاست جمهوری آذربایجان در سال ۲۰۱۳ از هجمه اطلاعات نادرست رای‌دهندگان استفاده کردند. آنها نظارت بر انتخابات را محدود کردند و فقط به گروه‌های خاصی مانند متحدان کشورهای پساشوروی اجازه نظارت برروند انتخابات را دادند. آژانس‌های عملیات روانی نیز برای پیشبرد روایت یک انتخابات صادقانه و دموکراتیک استخدام شدند.

### کمپین‌های روسیه
- یک عملیات روانی روسی موسوم به آژانس تحقیقات اینترنت (IRA) هزاران نفر را صرف تبلیغات رسانه‌های اجتماعی کرد تا بر انتخابات ریاست جمهوری سال ۲۰۱۶ آمریکا تأثیر بگذارد. این تبلیغات سیاسی از داده‌های کاربران بهره می‌برد و اطلاعات گمراه‌کننده را برای گروه‌های خاص، هدف‌گذاری می‌کرد و با هدف نهایی تشدید دو قطبی‌سازی و کاهش اعتماد عمومی به نهادهای سیاسی فعالیت می‌کرد.[۱۷] پروژه تبلیغات محاسباتی در دانشگاه آکسفورد دریافت که تبلیغات IRA به‌طور خاص به دنبال ایجاد بی‌اعتمادی نسبت به دولت ایالات متحده در میان مکزیکی  آمریکایی و عدم شرکت آمریکایی‌های آفریقایی‌تبار است.[۱۸]
- روسیه امروز یک کانال خبری با بودجه دولتی است که هدف آن افزایش شهرت روسیه در خارج از کشور و ترسیم کشورهای غربی به شکل منفی است. این کانال به عنوان بستری برای انتشار تبلیغات و توطئه‌های مربوط به کشورهای غربی مانند ایالات متحده عمل کرده‌است[۴]
- در طول جنگ روسیه و اوکراین در سال ۲۰۱۴، یک جنگ ترکیبی اتفاق افتاد که به روسیه اجازه داد تا در طول درگیری به‌طور مؤثر بر جمعیت‌های هدف تسلط فیزیکی و روانی داشته باشد.[۱۹]

## دغدغه‌های اخلاقی
- نگرانی فزاینده ای وجود دارد که روسیه می‌تواند از هجمه اطلاعات نادرست برای بی‌ثبات کردن برخی از اعضای ناتو مانند کشورهای بالتیک استفاده کند. کشورهایی با چشم‌اندازهای سیاسی بسیار قطبی و اعتماد عمومی پایین به رسانه‌های محلی و دولت، به‌ویژه در برابر هجمه اطلاعات نادرست آسیب‌پذیر هستند.[۲۰] حملات اطلاعات نادرست می‌تواند دموکراسی را در فضای دیجیتال از بین ببرد. با کمک الگوریتم‌ها و ربات‌ها، می‌توان اطلاعات نادرست و اخبار جعلی را تقویت کرد، فیدهای محتوای کاربران را متناسب و محدود کرد و اتاق‌های اکو را به راحتی توسعه داد.[۲۱] به این ترتیب، هجمه اطلاعات نادرست می‌تواند قطبیت سیاسی ایجاد کند و گفتمان عمومی را تغییر دهد.[۲۲]
- در طول انتخابات ریاست جمهوری آمریکا در سال ۲۰۱۶، کمپین‌های نفوذ روسیه از تکنیک‌های هک و حملات اطلاعات نادرست استفاده کردند تا افکار عمومی را در مورد مسائل کلیدی سیاسی گیج کنند و اختلاف ایجاد کنند. کارشناسان نگران هستند که هجمه اطلاعات نادرست به‌طور فزاینده ای برای اثرگذاری بر انتخابات ملی و فرآیندهای دموکراتیک مورد استفاده قرار گیرد.[۷]

## اقدامات دفاعی

### فدرال
دولت ترامپ از ابتکاراتی برای ارزیابی فناوری بلاک چین به عنوان مکانیزم دفاعی بالقوه در برابر دستکاری اینترنتی حمایت کرد. بلاک چین یک پایگاه داده غیرمتمرکز و امن است که می‌تواند اطلاعات تراکنش‌ها را ذخیره و محافظت کند. فناوری بلاک چین می‌تواند برای ایمن‌تر کردن انتقال داده‌ها درفضاهای آنلاین و شبکه‌های اینترنت اشیا استفاده شود و تغییر یا سانسور محتوا و انجام هجمه اطلاعات نادرست رابرای بازیگران دشوار کند.
«عملیات سمفونی درخشان» در سال ۲۰۱۶ یکی دیگر از ابتکارات فدرال بود که به دنبال مبارزه باهجمه اطلاعات نادرست بود. دراین عملیات سعی شد تبلیغات داعش درشبکه‌های اجتماعی خنثی شود. با این حال، تا حد زیادی ناموفق بود:بازیگران داعش به انتشار تبلیغات در سایر پلتفرم‌های آنلاین بدون نظارت ادامه دادند.

### خصوصی
شرکت‌های خصوصی رسانه‌های اجتماعی ابزارهایی را برای شناسایی و مبارزه با اطلاعات نادرست در پلتفرم‌های خود مهندسی کرده‌اند. بسیاری از شرکت‌ها در حال بررسی استفاده از سیستم‌های قانونی رویه ای برای تنظیم محتوا در پلتفرم‌های خود هستند. به‌طور خاص، آنها در حال بررسی استفاده از سیستم‌های استیناف هستند: پست‌ها ممکن است به دلیل نقض شرایط خدمات و تظاهر به عنوان یک تهدید اطلاعات نادرست حذف شوند، اما کاربران می‌توانند این اقدام را از طریق سلسله مراتبی از مراجع تجدیدنظر به چالش بکشند.

### اقدامات مشارکتی
کارشناسان امنیت سایبری ادعا می‌کنند که همکاری بین بخش‌های دولتی و خصوصی برای مبارزه موفقیت‌آمیز باهجمه اطلاعات نادرست ضروری است. راهبردهای دفاعی تعاونی عبارتند از:
- ایجاد «کنسرسیوم‌های کشف اطلاعات نادرست» که در آن سهامداران (یعنی شرکت‌های خصوصی رسانه‌های اجتماعی و دولت‌ها) برای بحث در مورد هجمه اطلاعات نادرست و ارائه استراتژی‌های دفاعی متقابل گرد هم می‌آیند.[۳]
- به اشتراک گذاری اطلاعات مهم بین شرکت‌های خصوصی رسانه‌های اجتماعی و دولت، به طوری که بتوان استراتژی‌های دفاعی موثرتری را توسعه داد.[۲۵][۳]
- هماهنگی بین دولت‌ها برای ایجاد یک واکنش واحد و مؤثر در برابر کمپین‌های اطلاعات نادرست فراملی.[۳]

### آموزش و آگاهی
در سال ۲۰۱۸، معاون اجرایی کمیسیون اروپا برای اروپای مناسب عصر دیجیتال، گروهی از کارشناسان را گرد هم آورد تا گزارشی حاوی توصیه‌هایی برای آموزش سواد دیجیتال تهیه کنند. برنامه‌های درسی سواد دیجیتال پیشنهادی، دانش‌آموزان را با وب‌سایت‌های حقیقت‌سنجی مانند اسنوپسو FactCheck.org آشنا می‌کند. هدف این برنامه درسی تجهیز دانش آموزان به مهارت‌های تفکر انتقادی برای تشخیص بین محتوای واقعی و اطلاعات نادرست آنلاین است.